# Эксперимент (фильм, 2010)
«Экспериме́нт» (англ. The Experiment) — американский психологический триллер 2010 года. Ремейк немецкого фильма 2001 года «Das Experiment», основанного на событиях тюремного эксперимента американского психолога Филиппа Зимбардо.

## Сюжет
Для участия в психологическом эксперименте выбраны 26 добровольцев на ролях «охранников» и «заключённых», по итогам которого каждый участник должен получить 14 тыс. долларов через 2 недели. Группу привозят в изолированное здание, которое будет использоваться в качестве тюрьмы под наблюдением ответственного доктора (Фишер Стивенс). По основным правилам заключённые должны съедать всю предложенную еду, заключённые не могут трогать охранников, и охранники являются главными. Если охранники не наказывают заключённых за нарушение правил, загорается красная лампочка, и эксперимент заканчивается. Здание находится под постоянным наблюдением, и если кем-либо используется чрезмерная сила, эксперимент также должен закончиться.
Трэвис (Эдриен Броуди) делит свою камеру с автором «графического романа» по имени Бенджи (Этан Кон), страдающим от сахарного диабета. Тем временем Баррис (Форест Уитакер), в обычной жизни простак-неудачник, неожиданно проявляет инициативу и берёт на себя управление охранниками, становясь настоящим садистским лидером. Когда Трэвис пытается потребовать справедливого проведения эксперимента, Баррис приказывает помощникам связать его и бреет ему голову, а затем издевается над ним с большинством других охранников. Но эксперимент не прерывают, Баррис и другие охранники предполагают, что у них есть полный контроль над заключёнными. Один из охранников хочет помочь Бенджи и пытается тайно пронести в его камеру инсулин. Баррис тут же добавляет бывшего охранника к числу заключённых, перед этим приказав его избить.
Однажды утром Трэвис подходит к одной из камер видеонаблюдения и просит прекратить чудовищный эксперимент, затем в ссоре Баррис убивает Бенджи. Охранники бросают Трэвиса в небольшую шахту, нападают на заключённых и приковывают их наручниками к решёткам. Трэвис всё-таки выбирается, нападает на охрану и помогает освободиться другим заключённым. Переполненные жаждой мести, бывшие заключённые яростно преследуют охрану и избивают своих мучителей. Только в этот момент сирена сигнализирует, что эксперимент окончен. Вскоре по новостям передают, что доктора — организатора эксперимента будут судить за непредумышленное убийство. Все пострадавшие, включая Трэвиса, готовы дать показания. В финальной сцене Трэвис встречает свою подругу (Мэгги Грейс), история заканчивается.

## В ролях
| Актёр           | Роль             |
| --------------- | ---------------- |
| Эдриен Броуди   | Трэвис           |
| Форест Уитакер  | Баррис           |
| Кэм Жиганде     | Чейз             |
| Фишер Стивенс   | доктор Арчалета  |
| Трэвис Фиммел   | тюремщик Хельвиг |
| Клифтон Коллинз | Никс             |
| Мэгги Грейс     | Бэй              |